# Julio Kaplan
Pour les articles homonymes, voir Kaplan.
Julio Kaplan est un joueur d'échecs et un programmeur portoricain puis américain né le 25 juillet 1950 à Buenos Aires en Argentine. Champion du monde junior en 1967, il a représenté Porto Rico lors de quatre olympiades de 1966 à 1972 et les États-Unis lors de l'olympiade universitaire (moins de 26 ans) en 1976.

## Biographie et carrière
Julio Kaplan est né en Argentine. Sa famille émigra à Porto Rico en 1963. Kaplan  En 1966, il disputa l'olympiade universitaire avec l'équipe de Porto Rico et remporta la médaille d'or au troisième échiquier. Il devint champion d'échecs de Porto Rico en 1967. La même année, il remporta la médaille d'or au championnat du monde d'échecs junior devant Raymond Keene, Jan Timman et Robert Hübner. La fédération soviétique qui boycottait le championnat du monde disputé à Jérusalem, n'avait envoyé aucun joueur pour la représenter à la compétition. Grâce à son titre de champion du monde junior, il reçut celui de maître international. En 1969, Kaplan finit quatrième du championnat du monde junior remporté par Anatoli Karpov.
Dans les tournois internationaux, Kaplan finit 8e-9e du tournoi de San Juan (Porto Rico) (remporté par Boris Spassky). En 1970, il gagna les tournois open de El Segundo et de Monterey ainsi que le championnat de Californie centrale. En 1971, il gagna l'open de Californie. En 1974, il fut deuxième ex æquo avec Florin Gheorghiu du tournoi de Los Angeles remporté par Svetozar Gligorić.
Installé aux États-Unis pour ses études, il remporta la médaille d'argent par équipe avec les États-Unis lors de l'olympiade universitaire de 1976.
Après des études de mathématiques et d'informatique à Berkeley, Kaplan est programmeur informatique depuis la fin des années 1970. Il a conçu des logiciels d'échecs dont le programme Socrates II qui remporta le championnat international ACM d'Amérique du Nord en 1993 devant Cray Blitz.